# Maria de Aragão (1299-1347)
Maria de Aragão (ca. 1299 – Villanueva de Sigena, 1347) foi infanta do Reino de Aragão, filha do rei Jaime II de Aragão e de sua segunda esposa, Branca de Anjou.

## Biografia

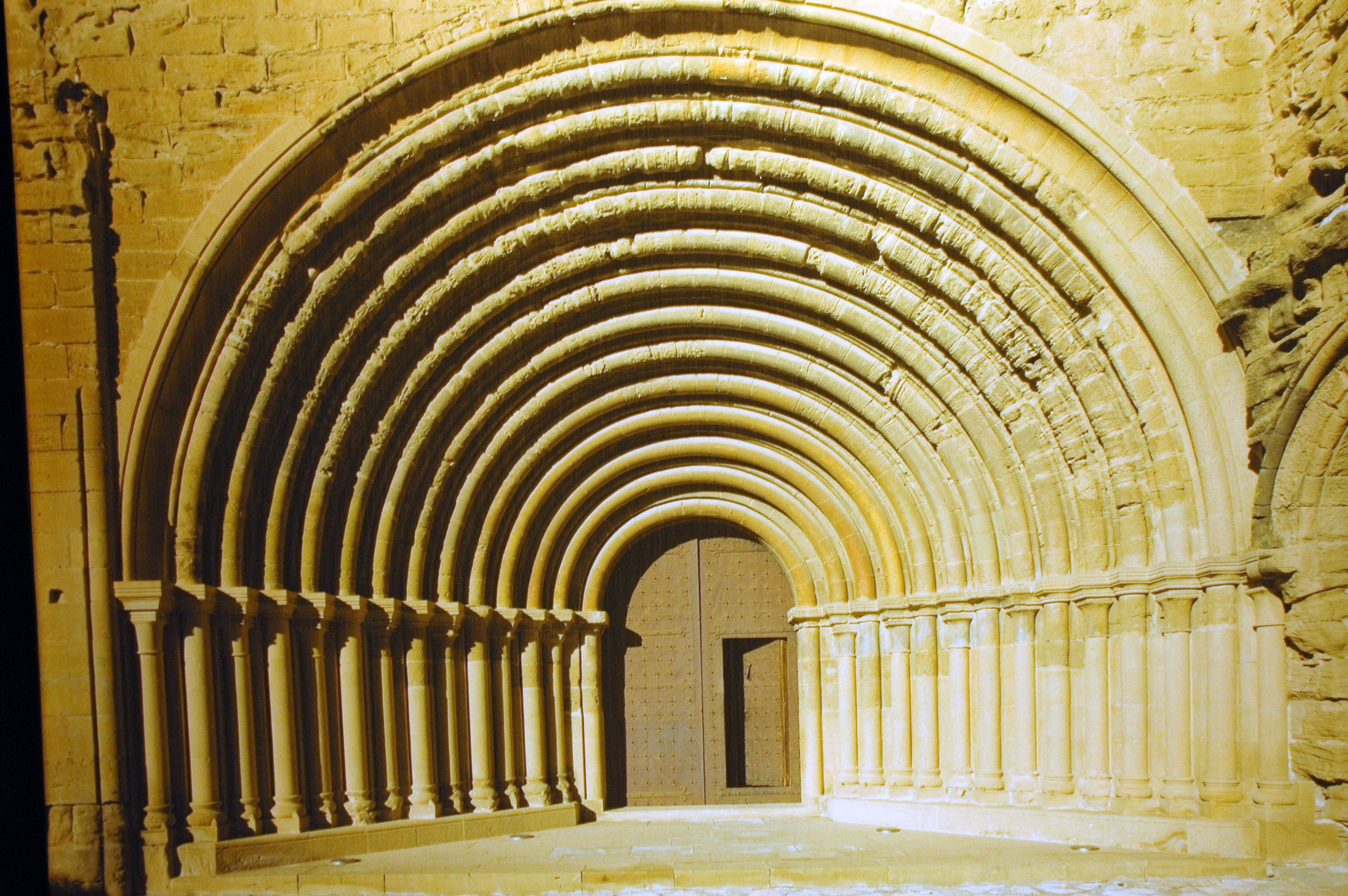
Igreja do Mosteiro de Santa Maria de Sigena

Em dezembro de 1311, casou-se em Calatayud com o infante Pedro de Castela, senhor de Cameros, filho de Sancho IV de Castela e da rainha Maria de Molina. O casal permaneceu juntos por oito anos. Pedro morreu em combate aos mouros na Batalha de Monte Elvira, em 25 de junho de 1319. Maria retirou-se em 1322 para o Mosteiro de Santa Maria de Sigena onde sua irmã Branca era prioresa e depois foi senhora do Mosteiro de Las Huelgas. Deste matrimónio nasceu uma filha:
- Branca,[1] prometida em 1329 em casamento com Pedro I de Portugal mas, dada a sua debilidade  e sua incapacidade o casamento não se chegou a realizar.[2][1] Branca foi senhora do Mosteiro de Las Huelgas.

A infanta Maria morreu entre novembro de 1346 e antes de julho de 1347. Neste mês, o rei Pedro IV de Aragão, seu sobrinho, ordenou que um dinheiro devia ser dado à infanta Branca, prioresa, para executar o testamento de sua irmã Maria e para pagar suas dívidas. Em seu testamento, Maria fundou o Mosterio de São Pedro Martir em Barcelona que depois foi chamado o Mosteiro de Santa Maria la Real de Montesión.